# Bronisław Wieczorkiewicz
Bronisław Wieczorkiewicz (ur. 27 marca 1904 w Żychlinie koło Kutna, zm. 5 września 1974 w Warszawie) – polski językoznawca i polonista, profesor Uniwersytetu Warszawskiego.

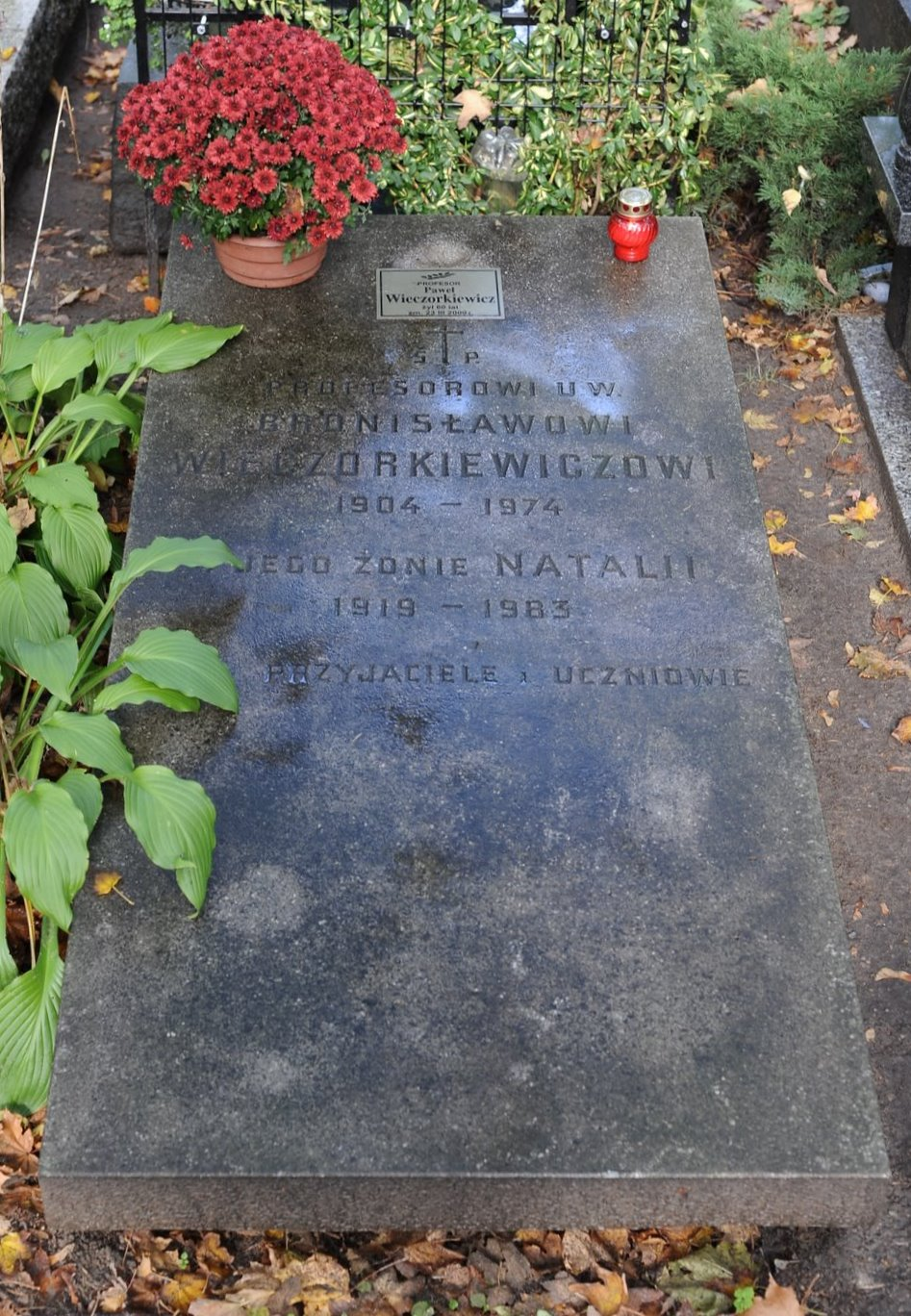
Grób rodziny Wieczorkiewiczów na Cmentarzu Wojskowym na Powązkach

## Życiorys
Uczestnik powstania warszawskiego, członek Polskiej Armii Ludowej. Był profesorem Uniwersytetu Warszawskiego, autorem licznych prac z metodyki nauczania, badacz gwar środowiskowych, zwłaszcza gwary warszawskiej (Słownik gwary warszawskiej XIX wieku, Gwara warszawska dawniej i dziś). Uczestniczył w pracach nad Biblią warszawską, protestanckim przekładem Pisma Świętego na język polski wydanym w 1975 przez Brytyjskie i Zagraniczne Towarzystwo Biblijne.
Był bratem Antoniego Wieczorkiewicza, mężem Haliny „Natalii” Bojarskiej z domu Marczak, córki Michała Marczaka, oraz ojcem prof. dr hab. Bronisława Wieczorkiewicza, chirurga Śląskiej Akademii Medycznej oraz ojcem prof. Pawła Wieczorkiewicza, historyka z Uniwersytetu Warszawskiego.
Miejsce spoczynku: Cmentarz Wojskowy na Powązkach (kw. A15-2-25).